# تیم ملی فوتبال زیر ۲۱ سال ولز
تیم ملی فوتبال زیر ۲۱ سال ولز (انگلیسی: Wales national under-21 football team) یا تیم ملی فوتبال جوانان ولز، نماینده کشور ولز در مسابقات فوتبال جوانان اروپا و جهان است که زیر نظر اتحادیه فوتبال ولز فعالیت می‌کند.